# Anthurium longipeltatum
Anthurium longipeltatum är en kallaväxtart som beskrevs av Eizi Matuda. Anthurium longipeltatum ingår i släktet Anthurium och familjen kallaväxter. Inga underarter finns listade.